# John Cassavetes
John Cassavetes (9. prosince 1929 New York City, New York, USA – 3. února 1989 Los Angeles, Kalifornie, USA) byl americký filmový režisér, herec a scenárista.
Svůj první film nazvaný Stíny natočil v roce 1959; později natočil deset dalších autorských celovečerních filmů a jeden neautorský. Jako herec působil již dříve. Mezi filmy, ve kterých hrál, patří Taxi (1951), Ďábelští andělé a Tucet špinavců (1967), Rosemary má děťátko (1968) nebo Odpočítávání smrti (1976).
Pochází z rodiny řeckého původu, matka Katherine (která později hrála v několika jeho filmech) byla Američanka řeckého původu, otec John se narodil v Řecku arumunským rodičům. V roce 1954 se oženil s herečkou Genou Rowlands, s níž měl tři děti, později rovněž herce a režiséry – syna Nicka (* 1959) a dcery Alexandru (Xan) (* 1965) a Zoe (* 1970). Jeho manželka hrála ve většině jeho filmů.
Zemřel na cirhózu jater ve věku 59 let. Je pochován na Westwood Village Memorial Park Cemetery.

## Režijní filmografie
- Stíny (1959)
- Too Late Blues (1961)
- A Child Is Waiting (1963)
- Tváře (1968)
- Manželé (1970)
- Minnie a Moskowitz (1971)
- Žena pod vlivem (1974)
- Zavraždění čínského bookmakera (1976)
- Premiéra (1977)
- Gloria (1980)
- Proudy lásky (1984)
- Velké problémy (1986)